# Credaro
Credaro – miejscowość i gmina we Włoszech, w regionie Lombardia, w prowincji Bergamo.
Według danych na styczeń 2009 gminę zamieszkiwało 3356 osób przy gęstości zaludnienia 987,1 os./1 km².